# Jules Vandenpeereboom

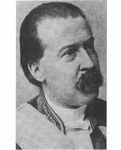
Jules van den Peereboom

Jules Henri Pierre François Vandenpeereboom (* 18. März 1843 in Kortrijk; † 6. März 1917 in Anderlecht) war ein belgischer katholischer Politiker und Premierminister.

## Studium und berufliche Tätigkeiten
Vandenpeereboom war nach dem Studium der Rechtswissenschaften und der Promotion zum Doctor iuris als Rechtsanwalt in seiner Geburtsstadt Kortrijk tätig.

## Politische Laufbahn
1878 wurde er Mitglied der Abgeordnetenkammer. Dort vertrat er bis 1900 die Interessen der Katholieke Partij des Arrondissements Kortrijk.
Von 1884 bis 1899 war er Minister für Eisenbahnen, Post und Telegraphie in den Kabinetten von Auguste Beernaert, Jules de Burlet und Paul de Smet de Naeyer. In diesem Amt führte er zwischen 1891 und 1893 zweisprachige Briefmarken ein. Im Kabinett von de Smet de Naeyer war er zugleich 1896 bis 1899 Kriegsminister.
Am 24. Januar 1899 folgte er de Smet de Naeyer im Amt des Premierministers. Dieses Amt übte er jedoch nur bis zum 5. August 1899 aus. Zugleich behielt er auch die Ämter des Kriegsministers und des Ministers für Eisenbahnen, Post und Telegraphie weiterhin inne.
Für seine politischen Verdienste wurde ihm 1900 der Ehrentitel eines Staatsministers verliehen.
Von 1904 bis 1917 war er Senator der Provinz Westflandern.